# Lavatorium
Ett lavatorium  (av latinets lavare ’tvätta’) är tvättrummet i ett kloster.
Lavatorium var från början en av vattenbehållare bestående av en hängande kittel av metall (brons eller koppar) med två pipar. Senare fick lavatorium beteckna själva rummet där anordningen förvarades.